# Hans Frederik Carl Dencker
Hans Frederik Carl Dencker, född 17 januari 1861 i Ålborg, död 28 augusti 1897, var en dansk ingenjör.
Dencker, som var son till en kvarnbyggare, ägnade sig först åt faderns yrke, men avlade 1879 inträdesexamen till Polyteknisk Læreanstalt, varifrån han dimitterades 1885. Redan under studietiden började han att praktisera som kvarningenjör och fortsatte med detta även efter att han 1885 anställts som ingenjörsassistent under Köpenhamns magistrat. Den 1 juli 1890 anställdes han som den första danska statskonsulenten i maskinanvändning. I denna befattning ägnade han sig främst åt maskininstallationer i bland annat mejerier och slakterier och deltog dessutom som domare i de första danska statsunderstödda redskapsprovningarna, som arrangerades av Landhusholdningsselskabets maskinkommitté. Under denna period skrev han åtskilliga berättelser och artiklar i Tidsskrift for Landøkonomi och medverkade i bland annat Landmandsbogen och Salmonsen's Leksikon.